# Inselnetz
Ein Inselnetz ist ein lokal abgegrenztes Stromnetz, das nur aus einem oder einigen wenigen Elektrizitätswerken besteht, ein räumlich enges Gebiet versorgt und keinen direkten elektrischen Anschluss zu anderen Stromnetzen besitzt. Kleinere Inselnetze, die nur Verteilnetzebenen umfassen, werden auch als Microgrid bezeichnet.
Vom Inselnetz ist das Verbundnetz zu unterscheiden. Der Übergang mag jedoch unscharf sein, da in größeren Inselnetzen eine echte Verbundnetzstruktur aufgebaut sein kann. Technisch ist ein Inselnetz vom Verbundnetz darin abgegrenzt, dass in einem Inselnetz die Sekundärregelung nur auf die Konstanthaltung der Netzfrequenz ausgelegt ist. In Verbundnetzen übernimmt die Sekundärregelung zusätzlich auch die Aufgabe, die Übertragungsleistung auf sogenannte Kuppelleitungen, das sind Verbundleitungen zwischen einzelnen Netzsegmenten, in bestimmten Bereichen zu halten.
Kleinere und autonome Stromversorgungsanlagen, wie beispielsweise die Stromversorgung auf abgelegenen Gebirgshütten oder die elektrische Energieversorgung auf Schiffen, stellen keine Stromnetze dar und werden als Inselanlage oder als Bordnetz bezeichnet.

## Arten

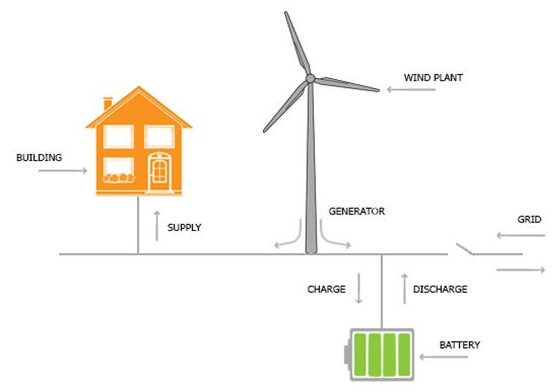
Schematische Darstellung eines einfachen Inselnetzes

Bei einem Inselnetz kann es sich um eine wirkliche Insel, bei denen es nicht wirtschaftlich erscheint eine Anbindung an das Stromnetz auf dem Festland herzustellen, oder auch um unabhängige Stromnetze auf dem Festland handeln. In West-Berlin gab es beispielsweise ein Inselnetz zur Zeit der deutschen Teilung. Große nationale Inselnetze existieren heutzutage hauptsächlich in Entwicklungsländern sowie Staaten, die keinen Verbund mit Nachbarstaaten eingehen wollen oder aus physikalischen Gründen nicht eingehen können. Beispielsweise wird das Stromnetz in Fairbanks (Alaska) als Inselnetz ohne direkte Verbindung zu benachbarten nordamerikanischen Verbundnetzen im Rahmen der North American Electric Reliability Corporation betrieben. Der Grund liegt in den großen räumlichen Abständen und der nur dünn besiedelten Region, was einen Verbundbetrieb mit benachbarten nordamerikanischen Stromnetzen nicht wirtschaftlich zulässt.
Mit dem Ausstieg des Baltikums aus dem BRELL-Verbund wurde das Gebiet Kaliningrad zu einem Inselnetz.
Manche Bahnstromnetze zeigen gewisse Gemeinsamkeiten mit Inselnetzen, wenn auch Kopplungen zum öffentlichen Stromnetz über Bahnstromumformerwerke bestehen. Auch spezielle Bahnstromnetze wie das der Mariazellerbahn ist über das Kraftwerk Erlaufboden im Umformerbetrieb mit dem Verbundnetz gekoppelt und daher nicht komplett als Inselnetz zu verstehen.
Es ist auch möglich, dass in einem Stromnetz nicht alle Leitungen einer Spannungsebene direkt miteinander verbunden sind, sondern nur über Leitungen untergeordneter Spannungsebenen mit anderen Leitungen derselben Spannungsebene verbunden sind. Das kann notwendig sein bei Kopplung ungleicher Netze. Ein Beispiel hierfür ist die 380 kV-Leitung zwischen Lübeck-Siems und Lübeck-Herrenwyk, die mit den übrigen 380 kV-Leitungen in Mitteleuropa nur über 110 kV und 220 kV-Leitungen verbunden ist.

## Versorgung und Betrieb

### Konstrukte
Häufig werden kleine Inselnetze und Inselanlagen mit Dieselgeneratoren betrieben oder auch zusätzlich die elektrische Energie aus erneuerbaren Energien gewonnen. Auch werden je nach örtlichen Gegebenheiten Kombinationen aus Biogasanlagen, Blockheizkraftwerken, Brennstoffzellen, Photovoltaikanlagen, Solarwechselrichtern, kleinen Wasserkraftwerken und Windkraftanlagen eingesetzt.
Zudem sind in manche Inselnetze Akkumulatoren, Batterie-Speicherkraftwerke oder Schwungradspeicher integriert. Entlegene Orte profitieren, wenn kein Brennstoff herangeschafft werden muss.

### Probleme
Mögliche Nachteile von Inselnetzen liegen in der verringerten Ausfallsicherheit, erhöhten Frequenz- und Spannungsschwankungen und den hohen Kosten für das Bereithalten von Stromreserven und Speicher. Letztere sind wichtiger, weil kein Energieaustausch zwischen Regionen mit unterschiedlichen Ressourcen und Verbräuchen stattfinden kann.

## Inselnetz mit Hochspannungs-Gleichstrom-Übertragung
Auch Stromnetze, die mit einem größeren Stromnetz mittels Hochspannungs-Gleichstrom-Übertragung (HGÜ) in Verbindung stehen, werden manchmal als Inselnetz bezeichnet. Ein Beispiel ist HGÜ Gotland. Eine solche Verbindung ist bei großen Entfernungen oft die einzige technische Möglichkeit zum Stromanschluss und koppelt zwei nichtsynchrone elektrische Energieversorgungssysteme. Sie ermöglicht nicht nur den Bezug, sondern auch den Export von elektrischer Energie.

## Anwendungsbeispiel
Im Chacabuco-Tal in Patagonien hatte intensive Viehzucht das natürliche Gleichgewicht zerstört. Die Tompkins-Stiftung kaufte das Land auf und stellte mit dem Naturreservat „Patagonia Park“ den ursprünglichen Zustand wieder her.
Viele Jahre nutzten die Betreiber Dieselaggregate, um die Parkeinrichtungen wie Herbergen, Campingplätze, das Museum und Informationszentrum mit Strom zu versorgen. Mittlerweile bezieht der Park zu 100 % Energie aus regenerativen Quellen. Im Winter und Frühjahr, wenn die Flüsse viel Wasser aus den Anden führen, decken zwei Mikro-Wasserturbinen den Strombedarf. Im Sommer nutzt die Stiftung eine Photovoltaikanlage. Da der Park sehr abgelegen liegt, wurde beschlossen, Anlagenkomponenten einzusetzen, die wenig Wartung benötigen. Daher kam ein Batteriespeichersystem mit einer Entladeleistung von 54 kW zum Einsatz.